# Ascanio Mayone
Ascanio Mayone (... – 1627) è stato un compositore italiano.
Fu allievo di Giovanni de Macque a Napoli e fu attivo presso la Santissima Annunziata, prima come organista (dal 1593) e poi come maestro di cappella (dal 1621); fu anche organista presso la cappella reale (dal 1602).
Pubblicò numerosi madrigali, ma il lavoro principale che ci ha lasciato è uno scritto in due volumi sulla musica per strumenti con tastiera: Capricci per sonar (1603, 1609). Questi contengono canzoni, toccate, variazioni e arrangiamenti di pezzi vocali, molti dei quali tipicamente barocchi, piuttosto che in stile del XVI secolo.